# Yelle
Yelle er en fransk electropop trio. Gruppen er opkaldt efter forsangeren Julie Budet og er en sammentrækning af "You Enjoy Life" og "Yeah"- "Elle"(hun).

## Historie
Yelle blev blev kendt via "Myspace" i 2006 hvor hun sang frække sange imod mandschauvinisme.
I 2007 fik gruppen sit gennembrud til et større publikum i Frankrig, Canada og USA hvor deres første album Pop Up blev en store succes med electropop, rytmer og frække tekster om mænd, kvinder og sex.
Trioen spillede i september 2011 på Store Vega i København

## Gruppemedlemmer
- Julie Budet (født den 17. januar 1983 i Saint-Brieuc i Bretagne)[kilde mangler], sangerinde
- Jean-François Perrier (GrandMarnier), på trommer
- Tanguy Destable (Tepr), på synthesizere.

## Diskografi

### Album
- 2007 : Pop Up
- 2011 : Safari Disco Club
- 2014 : Comeplètement fou

### Singler
- 2006 : Je veux te voir
- 2007 : Á cause des garcons
- 2007 : Parle á ma main
- 2008 : Ce jeu
- 2009 : Les femmes

| År   | Single                                             | Album     | Topplacering | Topplacering | Topplacering | Topplacering | Topplacering | Topplacering | Topplacering |
| År   | Single                                             | Album     | WW           | U.S. Hot     | UK           | FRA          | EU           | CHI          |              |
| ---- | -------------------------------------------------- | --------- | ------------ | ------------ | ------------ | ------------ | ------------ | ------------ | ------------ |
| 2006 | "Je veux te voir"                                  | POP-UP    | —            | —            | —            | —            | —            | —            |              |
| 2007 | "Parle à ma main" (Fatal Bazooka featuring Yelle)" | T'As Vu ? | —            | —            | —            | 1            | —            | —            |              |
| 2008 | "A cause des garçons"                              | POP-UP    | 69           | —            | —            | 11           | 91           | 79           |              |
| 2008 | "Je veux te voir" (re-release)                     | POP-UP    | 52           | —            | 95           | 4            | 41           | —            |              |
| 2008 | "Ce jeu"                                           | POP-UP    | —            | —            | —            | 15           | 50           | —            |              |
| 2008 | "Les femmes"                                       | POP-UP    | —            | —            | —            | 1            | —            | —            |              |

(*) "Je veux te voir" kun downloadi Storbritannien på 7 Digital.